# 哈尔嘎特郭勒河
哈尔嘎特郭勒河，也作哈尔嘎廷郭勒，位于中华人民共和国新疆维吾尔自治区巴音郭楞州和静县中南部地区的一条河流，发源于天山山脉额尔宾山南坡哈尔嘎特达坂，自源头向西南流29千米，转东南流约9千米，又南流约13千米入开都河干流左岸。河流全长51千米，流域面积463平方千米，年均径流量约1.25亿立方米。流域山势陡峻，河流穿行于高山峡谷之中，河床狭窄，水流湍急，河谷两岸层峦起伏，广布高山草甸，有牧道蜿蜒溯流而上。